# Ансон (переписна місцевість, Мен)
Ансон (англ. Anson) — переписна місцевість (CDP) в США, в окрузі Сомерсет штату Мен. Населення — 680 осіб (2020).

## Географія
Ансон розташований за координатами 44°47′50″ пн. ш. 69°53′42″ зх. д. / 44.79722° пн. ш. 69.89500° зх. д. (44.797337, -69.894965).  За даними Бюро перепису населення США в 2010 році переписна місцевість мала площу 3,52 км², з яких 3,35 км² — суходіл та 0,16 км² — водойми.

## Демографія
Згідно з переписом 2010 року, у переписній місцевості мешкали 752 особи в 320 домогосподарствах у складі 200 родин. Густота населення становила 214 осіб/км².  Було 352 помешкання (100/км²).
Расовий склад населення:
| - 97,9 % — білих - 0,8 % — корінних американців - 0,5 % — чорних або афроамериканців |

До двох чи більше рас належало 0,8 %. Частка іспаномовних становила 0,5 % від усіх жителів.
За віковим діапазоном населення розподілялося таким чином: 21,0 % — особи молодші 18 років, 62,5 % — особи у віці 18—64 років, 16,5 % — особи у віці 65 років та старші. Медіана віку мешканця становила 41,9 року. На 100 осіб жіночої статі у переписній місцевості припадало 113,6 чоловіків;  на 100 жінок у віці від 18 років та старших — 109,2 чоловіків також старших 18 років.
Середній дохід на одне домашнє господарство  становив 49 875 доларів США (медіана — 43 750), а середній дохід на одну сім'ю — 55 601 долар (медіана — 59 236). За межею бідності перебувало 23,3 % осіб, у тому числі 29,1 % дітей у віці до 18 років та 22,6 % осіб у віці 65 років та старших.
Цивільне працевлаштоване населення становило 331 особа. Основні галузі зайнятості: освіта, охорона здоров'я та соціальна допомога — 42,0 %, роздрібна торгівля — 15,4 %, виробництво — 9,7 %, будівництво — 9,4 %.